# Hans Taubert
Hans Taubert (geboren 1928 in Falkenstein im Vogtland) ist ein deutscher Biologe und Science-Fiction-Autor.

## Leben
Taubert studierte in Jena, wo er 1955 in Biologie promovierte, und in Universität Halle, wo er in Chemie promovierte. Er arbeitete als Abteilungsleiter bei VEB Jenapharm. Er ist Co-Autor von zwei botanischen Hochschullehrbüchern (darunter das heute noch verwendete Pflanzenanatomisches Praktikum). 1975 promovierte er an der Universität Hamburg in Medizin.
Zusammen mit Alfred Leman, mit dem er zusammen studiert hatte und auch wissenschaftlich zusammenarbeitete, begann er 1973 Science-Fiction-Erzählungen zu veröffentlichen, die in dem Band Das Gastgeschenk der Transsolaren gesammelt erschienen, der als ein Meilenstein der DDR-Science-Fiction gilt.

## Bibliografie
(alle belletristischen Titel in Zusammenarbeit mit Alfred Leman)
Sammlung
- Das Gastgeschenk der Transsolaren (1973)

Kurzgeschichten
- Agonie (1973)
- Begegnung (1973)
- Bernod (1973)
- Bindungen (1973)
- Blinder Passagier (1973)
- Chronos (1973)
- Gastgeschenk (1973)
- Glas? (1973)
- Halbzeit (1973)
- Heimkehr (1973)
- Liebe (1973)
- Nach acht (1973)
- Parallelen (1973)
- Ringelspiel (1973)
- Schach (1973)
- Zwischenfall (1973, auch als Der geheimnisvolle Meteorit)

Fachliteratur
- Über die Infektion von Alnus glutinosa <Gaertn.> durch Actinomyces alni und die Entwicklung der Knöllchen. Dissertation Jena 1955.
- mit Wolfram Braune und Alfred Leman: Pflanzenanatomisches Praktikum: Zur Einführung in die Anatomie der Vegetationsorgane der höheren Pflanzen (Spermatophyta). G. Fischer VEB, Jena 1967. Zahlreiche Folgeauflagen, auch als Einführung in die Anatomie der Vegetationsorgane der höheren Pflanzen.
- Zum Problem der Hydrierbarkeit des Imidazolringes. Dissertation Halle 1969.
- mit Wolfram Braune und Alfred Leman: Praktikum zur Morphologie und Entwicklungsgeschichte der Pflanzen: Zur Einführung in den Bau, das Fortpflanzungsgeschehen und die Ontogenie der niederen Pflanzen und die Embryologie der Spermatophyta. G. Fischer VEB, Jena 1976.
- Die Wertigkeit des Sokolov-Lyon-Index zur Beurteilung der Spätergebnisse nach Aortenklappenersatz. Dissertation Hamburg 1975, 1978.